# 梅賽德斯-平治300 SL
梅賽德斯-平治300 SL（英語：Mercedes-Benz 300 SL），由梅賽德斯-平治車廠於1954至1963年間所生產的兩座位跑車，鷗翼車門型號於1954至1957年間生產。很多名人，包括：伊朗最后一位君主穆罕默德-礼萨·巴列维、印尼前總統優素福·哈比比、名畫家巴勃羅·畢卡索、影星索非娅·罗兰、保羅·紐曼、尤·伯連納等，亦曾經擁有過此車。2022年拍賣的成交價680萬美元。